# Fiuminata
Fiuminata é uma comuna italiana da região dos Marche, província de Macerata, com cerca de 1.515 habitantes. Estende-se por uma área de 76 km², tendo uma densidade populacional de 20 hab/km². Faz fronteira com Castelraimondo, Esanatoglia, Fabriano (AN), Matelica, Nocera Umbra (PG), Pioraco, Sefro, Serravalle di Chienti.

## Demografia
| Variação demográfica do município entre 1861 e 2011                               |
|                                                                                   |
| Fonte: Istituto Nazionale di Statistica (ISTAT) - Elaboração gráfica da Wikipedia |